# Bedřich Brož
Bedřich Brož (27. dubna 1886 Palkovice – 15. října 1946 Místek) byl český a československý politik a meziválečný senátor Národního shromáždění ČSR za Československou stranu lidovou.

## Biografie
Profesí byl továrním mistrem v Místku. Tamtéž byl rovněž členem městské rady.
Po parlamentních volbách v roce 1935 získal za lidovce senátorské křeslo v Národním shromáždění. Mandát nabyl až dodatečně v červnu 1938 jako náhradník poté, co zemřel senátor Jan Rýpar. V senátu setrval do jeho zrušení v roce 1939, přičemž krátce předtím ještě v prosinci 1938 přestoupil do nově vzniklé Strany národní jednoty.